# Évora
Évora (protocelta Ebora, àrab Yabura) és un municipi portuguès, situat al districte d'Évora, a la regió d'Alentejo i a la subregió de l'Alentejo central. L'any 2006 tenia 55.420 habitants. Limita al nord amb Arraiolos, al nord-est amb Estremoz, a l'est amb Redondo, al sud-est amb Reguengos de Monsaraz, al sud amb Portel, al sud-oest amb Viana do Alentejo i a l'oest amb Montemor-o-Novo.

## Etimologia
La història d'Évora remunta a més de cinc mil·lennis. Els cèltics, confederació de tribus al sud dels lusitans, l'anomenaren Ebora i en feren la seva capital.
L'origen etimològic d'aquest nom és l'antic mot cèltic ebora/ebura, plural genitiu del mot eburos (teix), nom d'una espècie d'arbres; per tant, el seu nom vol dir "dels teixos". La ciutat de York, al nord d'Anglaterra, a l'època de l'Imperi Romà es deia Eboracum/Eburacum, a partir de l'antic nom celta * Eborakon (Lloc de Teixos, Teixeda), cosa que lliga l'origen etimològic de York amb el d'Évora. Malgrat algunes hipòtesis alternatives que fan derivar el nom d'oro, aurum (or) perquè que els romans tenien mines d'aquest mineral a Portugal, o bé dels artesans de l'ivori, la més acceptada és la dels teixos pel fet que el nom Évora no té relació amb l'or ni l'ivori en les antigues llengües celta, llatina, portuguesa ni cap altra.

## Història
Fou la romana Liberalitas Julia, que els visigots van anomenar Elbora o Erbora, nom que fou adoptat pels àrabs quan la van conquerir al segle VIII sota la forma Yabura. La ciutat va pertànyer al districte de Beja i, segons Ibn al-Faradí, era seu d'un cadi. El segle X era força important i diversos cantons en depenien, segons Àhmad ar-Razí, però Ibn Hàwqal ni l'esmenta.
Ibn Hayyan, recollit per la Cronica leonea i najerense, diu que fou atacada pel rei lleonès Ordoni II el 913; en aquest temps hauria tingut uns 5.000 habitants; la resta del segle va patir les lluites entre els diversos senyors locals i es va despoblar de cristians; se'n va apoderar el senyor de Badajoz, Abd Allah Abd-ar-Rahman ibn Marwan al-Jil·liqí, de la dinastia marwànida, amb l'ajut del mawla Massud as-Surunbakí; fou repoblada per evitar la penetració dels amazics. Retornada al control dels omeies a la segona meitat del segle x, al segle xi fou la segona ciutat de la taifa de Badajoz de la dinastia aftàsida; el seu governador era el segon personatge més important de l'emirat i, entre ells, destaca Ubayd Allah al-Djarraz, cosí de l'emir Abu-Bakr Muhàmmad al-Mudhàffar, que va morir en la guerra contra els abbadites de Sevilla (1051).
El darrer emir, Úmar ibn Muhàmmad al-Mutawàkkil, en fou governador abans de pujar al tron, quan a Badajoz governava el seu germà Yahya ibn Muhàmmad al-Mansur. El seu port principal era Kasr Abi Danis (Alcácer do Sal). Va prosperar contínuament i, el 1141, va adquirir autonomia en les segones taifes sota els Banu Wazir. Sidray ibn Wazir va restaurar la muralla entre 1147 i 1151; Sidray va emetre moneda a la ciutat el 1146. Va caure en poder dels cristians per la conquesta que va fer el senyor portuguès Giraido Sempavor (1161), que va conquerir també altres ciutats de l'Alentejo.

## Freguesies
- Bacelo (extramurs)
- Canaviais (Évora) (extramurs)
- Horta das Figueiras (Évora) (extramurs)
- Malagueira (Évora) (extramurs)
- Nossa Senhora da Boa Fé (rural)
- Nossa Senhora da Graça do Divor (rural)
- Nossa Senhora da Tourega, anteriorment Nossa Senhora da Torega (rural)
- Nossa Senhora de Guadalupe (rural)
- Nossa Senhora de Machede (rural)
- Santo Antão (Évora) (intramurs)
- São Bento do Mato (rural)
- São Mamede (Évora) (intramurs)
- São Manços (rural)
- São Miguel de Machede (rural)
- São Sebastião da Giesteira (rural)
- São Vicente do Pigeiro (rural)
- Sé e São Pedro (Évora)
- Senhora da Saúde (Évora)
- Torre de Coelheiros (rural)

## Població
| Població del concelho d'Évora (1801 – 2004) | Població del concelho d'Évora (1801 – 2004) | Població del concelho d'Évora (1801 – 2004) | Població del concelho d'Évora (1801 – 2004) | Població del concelho d'Évora (1801 – 2004) | Població del concelho d'Évora (1801 – 2004) | Població del concelho d'Évora (1801 – 2004) | Població del concelho d'Évora (1801 – 2004) | Població del concelho d'Évora (1801 – 2004) |
| ------------------------------------------- | ------------------------------------------- | ------------------------------------------- | ------------------------------------------- | ------------------------------------------- | ------------------------------------------- | ------------------------------------------- | ------------------------------------------- | ------------------------------------------- |
| 1801                                        | 1849                                        | 1900                                        | 1930                                        | 1960                                        | 1981                                        | 1991                                        | 2001                                        | 2004                                        |
| 18620                                       | 16995                                       | 25563                                       | 35903                                       | 50095                                       | 51572                                       | 53754                                       | 56519                                       | 55619                                       |

## Personatges il·lustres
- Ibn Abdun, poeta andalusí.
- Maria de Portugal i de Manuel, infanta de Portugal.
- Manuel Mendes (1547-1605), compositor musical i mestre de capella.
- Francisco Martins (compositor) (segle XVII) mestre de capella i compositor.
- Francisco Barca (1603-16..?) compositor i mestre de capella del Barroc.